# Laughing Stock
Laughing Stock är det femte och sista studioalbumet av den brittiska musikgruppen Talk Talk. Skivan släpptes 1991 på skivbolaget Verve Records. Albumet bygger till stor del vidare på den riktning mot improviserade långa musikstycken som påbörjats på det föregående albumet Spirit of Eden 1988. Talk Talk var nu reducerad till en duo bestående av Mark Hollis och Lee Harris sedan basisten Paul Webb lämnat gruppen efter det förra albumet.
Skivan har bemötts extremt positivt av musikkritiker, men någon stor kommersiell framgång blev den inte. Musiksidan Pitchfork utdelade exempelvis högsta betyg till en nyutgåva av albumet, och skivan har högsta betyg, fem stjärnor, på webbsidan Allmusic.

## Låtlista
(kompositör inom parentes)
1. "Myrrhman" (Mark Hollis) - 5:33
2. "Ascension Day" (Hollis) - 6:00
3. "After the Flood" (Tim Friese-Greene, Hollis) - 9:39
4. "Taphead" (Hollis) - 7:39
5. "New Grass" (Hollis) - 9:40
6. "Runeii" (Hollis) - 4:58

## Listplaceringar
- UK Albums Chart, Storbritannien: #26[3]
- Nederländerna: #60[4]